# الحزن 1 (نقش)
ميلانكوليا الأولى هي نقش للفنان الألماني عصر النهضة ألبرتو دوريرو، والتي مع عملَي الفارس والموت والشيطان وسان جيرونيمو في مكتبه، تشكل الثلاثية النقشية التي أُنتجت في عامي 1513-1514 والمُلقبة بالألمانية "مايسترشتشي" (النقوش الكبرى). تُعتبر هذه الصورة أكثر الأعمال غموضًا التي صممها دوريرو، وتتميز، مثل كثير من أعماله، بأيقونيتها المعقدة ورموزها الرمزية. هي تركيب تمثيلي أثار تفسيرات متعددة. يبلغ ارتفاعها 24 سم وعرضها 18.8 سم.
الصورة المركزية والأهم هي لشخصية مجنحة تفكر بعمق، يمكن اعتبارها ملاكًا، جاثمة على الأرض ووجهها مظلل بالظل. هذه السيدة تستند برأسها -المتوَّجة بالأعشاب وشعرها غير المرتب- على قبضة يدها اليسرى، بينما تمسك في يدها الأخرى بفرجار. من حزامها تتدلى مجموعة من المفاتيح المبعثرة.
«... ذهنها مشغول برؤى داخلية، بحيث أن الانشغال بالأدوات العملية يبدو لها بلا معنى (...) قبضة اليد المغلقة، التي كانت حتى الآن مجرد علامة على المرض، ترمز الآن إلى تركيز مهووس لعقل كان حقًا مشكلة، لكنه في نفس الوقت يشعر بالعجز عن حلها أو التخلص منها (...) النظرة الموجهة إلى فراغ بعيد (...) عيون الكآبة تنظر إلى عالم غير مرئي بنفس كثافة حركة يدها التي تصنع ما هو غير ملموس (...) محاطة بأدوات العمل الإبداعي لكنها تفكر بحزن مع شعور بعدم التوصل إلى شيء (...) عبقري ذو أجنحة لن يفتحها، مع مفتاح لن يستخدمه للفتح، مع أكاليل على جبينه ولكن بدون ابتسامة النصر»
ر. كليبانسكي، إ. بانوفسكي، ف. ساكسل، المصدر السابق، الصفحات 307 إلى 309.
بجانبها يوجد طفل صغير مجنح (وسيط بين العالم الأرضي والسماوي)، مستند على حجر رحى، يكتب أو يرسم على لوح صغير.
في الأسفل يوجد كلب نحيل، وهو حيوان يظهر أيضًا في نقوش أخرى لدورر، نائمًا عند قدمي الشخصية الرئيسية. رغم أن الكلب عادة يرمز إلى الوفاء، هنا يمكن أن يمثل الكلب الكآبة أو الجنون.
على الأرض هناك عدة أدوات نجارة (مطرقة، مكشطة، مسامير ومنشار) وأدوات معمارية (حبر وقلما) مبعثرة.
في النقش هناك العديد من العناصر المرتبطة بالهندسة، الحساب وقياس الزمن. على الحائط توجد كرة خشبية مدورة، متعدد الأوجه مكسر من الكريستال (مصنوع من ألونيتا) يتكون من مضلعات خماسية غير منتظمة ومثلثات (يمكن ملاحظة وجه بشري باهت فيها)، مسطرة، ساعة رملية، ميزان، ومربع سحري 4x4.
كما يوجد جرس صغير وسُلَّم مكوّن من سبع درجات يصعد إلى برج أو مبنى لا يُرى نهايته.
يُعتبر هذا المربع السحري الأول في الفنون الأوروبية. هو مربع من الرتبة الرابعة، حيث يكون مجموع الأعداد ثابتًا وسحريًا (34) في الصفوف والأعمدة والقطرين الرئيسيين، وكذلك في الأربع مصفوفات الفرعية من الرتبة الثانية التي يمكن تقسيم المربع إليها، كما في مجموع أرقام الزوايا، والأربعة أرقام المركزية، والرقمين المركزيين في الصفوف (أو الأعمدة) الأولى والأخيرة، وغيرها. ومن الغريب أن الرقمين المركزيين في الصف الأخير 1514 هما سنة تنفيذ العمل.
بعض الترتيبات الخاصة في مربع دورر السحري التي تعطي المجموع السحري.
في الخلفية نرى قرية صغيرة. هناك تباين بين الظل الذي تلقيه القمر على الأجسام وسطوع مذنب محصور داخل قوس قزح (رمز المصالحة والتحالف بين الله والناس).
في الخلفية أيضًا يوجد خفاش يحمل لافتة مكتوب عليها "Melencolia I"، وهو عنوان النقش.
هذه التركيبة الرمزية، التي تُعتبر واحدة من أشهر النقوش لدى الأساتذة القدماء، كانت موضوعًا لتفسيرات حديثة أكثر من أي صورة أخرى في الفن تقريبًا. أكد خوسيه بيخوان أن «لا توجد صورة بشرية أخرى مفعمة بالتفكير مثلها»، في إشارة إلى العمل. من الجدير بالذكر التفسير الضروري لعمل دورير الذي قدمه إروين بانوفيسكي وكتاب بيتر-كلاوس شتوستر المؤلف من مجلدين. كما يكرّس جورجيو أغامبن جزءًا من مقاله "الإقامات. الكلمة والشبح في الثقافة الغربية" لدراسة هذا النقش.
إلى جانب "الفارس والموت والشيطان" و"القديس جيروم في مكتبه"، يشكل "Melancolía I" جزءًا من ما يُعرف بـ"الطبعات الرئيسية" لدورير. أُنجزت هذه النقوش بين عامي 1513 و1514، وهي ذروة عمله كحافر. فسرت على أنها صور ذاتية بشكل رمزي، تعرض الصورة التي كان لدى دورير عن نفسه: كفنان ذو طبيعة كئيبة في "Melancolía I"، كمثقف في "القديس جيروم في زنزانته"، وكفارس مسيحي في "الفارس والموت والشيطان".
في المقابل، يرمز "Melancolía I" إلى المجال الفكري المسيطر عليه من كوكب زحل، وفقًا للتقاليد الفلكية المرتبطة بالشعور بالكآبة، مما يشكل صلة بين العالم العقلاني للعلوم والعالم الخيالي للفنون.
يبدو أن دورير كان مهتمًا جدًا بدراسة التصنيفات الطبية والفلسفية التي في زمانه كانت تصنف الناس إلى أربعة طباع: البلغم، والغضب، والدموي، والكئيب. وكان دورير مرتبطًا بطبع الكئيب. غالبًا ما كان يربط الصفراء السوداء بالفنانين والمهندسين المعماريين. وهذا يفسر وجود الشخصية النسائية في "Melancolía I" محاطة بأدوات مرتبطة بالرياضيات والهندسة.
استلهم دورير النقش من أفكار مارسيلو فيتشينو التي جمعها في كتابه "Libri de Triplici Vita" حول الطبع الكئيب وزحل.
أما تسمية العمل بـ"Melancolía I" فتعود إلى مصدر آخر هو كتاب "De Occulta Philosophia" لأغريبا دي نيتشهيم، الذي نُشر عام 1531 وكان مخطوطه معروفًا منذ عام 1510. ميّز أغريبا بين "الكآبة التخيّلية"، و"الكآبة الذهنية"، و"الكآبة العقلانية". غير أنه ليس من المؤكد إذا كان دورير ينوي عمل سلسلة تعبر عن هذه الجوانب الثلاثة للكآبة.
وُشِكّ في أن "Melancolía I" قد تم إنشاؤه تحت تأثير مشاعر الحزن لفقدان والدته. بل قيل أيضًا إن أرقام المربع السحري تحتوي على إشارة سرية إلى تاريخ وفاتها.
استُلهم الكاتب غوتفريد كيلر من عمل دورير، وكتب قصيدة بعنوان "الكآبة" (Melancholy). في المقطع الأخير من قصيدته، يقترح كيلر صورة الملاك كمجسّد فني للخيال.
في البداية، كان الفيلسوف جان بول سارتر ينوي أن يطلق على روايته "الغثيان" (La náusea) اسم "Melancolía I"، في إشارة إلى هذا النقش.
كان الكاتب توماس مان يشعر بجاذبية خاصة تجاه أحد الرموز العديدة التي تظهر في نقش دورير، وهو المربع السحري أو مربع المشتري. في روايته "Doktor Faustus"، يعلق البطل، أدريان ليفركوين، هذا المربع فوق بيانو مستأجر. تكمن سحرية هذا المربع في أن مجموع الأرقام فيه، سواءً أُحسبت من أعلى إلى أسفل، أو من اليمين إلى اليسار، أو بشكل قطري، يكون دائمًا مساويًا للعدد 34.
ينهي الكاتب جونتر غراس مقاله "من مذكرات حلزون" بخطاب عن نقش دورير في معرض بعنوان "الجمود في التقدم". في هذا الخطاب يُقال: «فقط من يعرف ويطبق الجمود في التقدم، ومن تراجع مرة أو عدة مرات، ومن عاش داخل صدفة الحلزون وزار الجانب المظلم لليوتوبيا، هو القادر على قياس التقدم الحقيقي».
كذلك، كرس الشاعر جيمس طومسون قصيدة للنقش.
في كتابه "سور خوانا إينيس دي لا كروز أو أفخاخ الإيمان"، يربط الكاتب المكسيكي الحائز على جائزة نوبل للأدب عام 1990، أوكتافيو باز، بين قصيدة "الحلم الأول" لسور خوانا والنقش "Melancolía I" لدورير. يرى باز أن القصيدة والنقش يشيران إلى نفس الفعل، وهو فعل المعرفة، إذ يشترك الموضوع في كونه تأملاً في الطبيعة وقلق الروح. يقترح الكاتب المكسيكي أن كلا العملين هما اعترافات فكرية لأصحابهما، تستند إلى الفكر الأفلاطوني الجديد الذي روّجه في عصر النهضة كل من مارسيليو فيتشينو وكرنيليوس أجيبرا. ويرى باز أن كلًا من "الحلم الأول" و"Melancolía I" يشيران إلى نفس الرقم باعتباره مجرد المرحلة الأولى لصورة فكرية تتجه نحو اللانهاية، وتشكل معًا صورة تساؤل وتأمل.